# John Peterson (golfer)
John Peterson (Fort Worth, Texas, 18 april 1989) is een Amerikaanse golfer.

## Amateur
Peterson speelde college golf voor de Louisiana State University (LSU). Daar won hij twee toernooien, w.o. het NCAA Division I Championship in 2011.

### Gewonnen
- 2011: NCAA Division I Championship, Jones Cup Invitational

## Professional
Peterson werd in 2011 professional. Hij begon twee toernooien te spelen op de Nationwide Tour, en eindigde op The Nationwide Children's Hospital Invitational op de 2de plaats en op The Children's Hospital Classic op de 23ste plaats. Hij speelde op uitnodiging van sponsors ook toernooien op de PGA Tour.
In 2012 kwalificeerde Peterson zich via een regionaal kwalificatietoernooi voor het US Open. Hij eindigde daar op een gedeeld 4de plaats, onder meer geholpen door een hole-in-one op hole 13. Door dit resultaat mocht hij in 2013 weer aan het US Open meedoen maar ook aan de Masters. 